# Supercupa Slovaciei
Supercupa Slovaciei (slovacă Slovenský Superpohár, în trecut numită și Matičný pohár or Pribinov pohár) este competiția fotbalistică de supercupă din Slovacia, disputată între campioana din Corgoň Liga și câștigătoarea Cupei Slovaciei, fiind organizată începând cu anul 1993.
Dacă aceeași echipă câștigă și cupa și campionatul, meciul de supercupă nu are loc.
În 1993 s-a jucat primul meci, neoficial, între Slovan Bratislava și Echipa națională de fotbal a Slovaciei constând din jucători din Corgoň Liga.

## Ediții
| An                | Stadion                            | Campioana Corgoň Liga | Scor            | Câștigătoarea Cupei Slovaciei          |
| ----------------- | ---------------------------------- | --------------------- | --------------- | -------------------------------------- |
| 1993 (neoficială) | Štadión pod Zoborom, Nitra         | Slovan Bratislava     | 3 – 3 (3–2 pen) | Echipa națională de fotbal a Slovaciei |
| 1994              | Humenné                            | Slovan Bratislava     | 2 – 0           | Tatran Prešov (Runner-up)              |
| 1995              | Štadión MFK Ružomberok, Ružomberok | Slovan Bratislava     | 2 – 3           | Inter Bratislava                       |
| 1996              | Štadión pod Zoborom, Nitra         | Slovan Bratislava     | 3 – 1           | Chemlon Humenné                        |
| 1997              | Štadión pod Zoborom, Nitra         | 1. FC Košice          | 5 – 0           | Slovan Bratislava                      |
| 1998              | Štadión pod Zoborom, Nitra         | 1. FC Košice          | 1 – 3           | Spartak Trnava                         |
| 1999              | –                                  | Slovan Bratislava     | nu a avut loc   | Slovan Bratislava                      |
| 2000              | –                                  | Inter Bratislava      | nu a avut loc   | Inter Bratislava                       |
| 2001              | –                                  | Inter Bratislava      | nu a avut loc   | Inter Bratislava                       |
| 2002              | Štadión FC ViOn, Zlaté Moravce     | MŠK Žilina            | 1 – 1 (3–4 pen) | VTJ Koba Senec                         |
| 2003              | Štadión FC ViOn, Zlaté Moravce     | MŠK Žilina            | 2 – 0           | Matador Púchov                         |
| 2004              | NTC Stadion, Senec                 | MŠK Žilina            | 2 – 1           | Artmedia Petržalka                     |
| 2005              | NTC Stadion, Senec                 | Artmedia Petržalka    | 3 – 1           | Dukla Banská Bystrica                  |
| 2006              | –                                  | MFK Ružomberok        | nu a avut loc   | MFK Ružomberok                         |
| 2007              | NTC Stadion, Senec                 | MŠK Žilina            | 1 – 1 (5–4 pen) | ViOn Zlaté Moravce                     |
| 2008              | –                                  | Artmedia Petržalka    | nu a avut loc   | Artmedia Petržalka                     |
| 2009              | Dolný Kubín                        | Slovan Bratislava     | 2 – 0           | MFK Košice                             |
| 2010              | Pasienky, Bratislava               | MŠK Žilina            | 1 – 1 (4–2 pen) | Slovan Bratislava                      |
| 2011              | –                                  | Slovan Bratislava     | nu a avut loc   | Slovan Bratislava                      |
| 2012              | –                                  | MŠK Žilina            | nu a avut loc   | MŠK Žilina                             |
| 2013              | –                                  | Slovan Bratislava     | nu a avut loc   | Slovan Bratislava                      |

## Performanță după club
| Club              | Trofee | Anii trofeelor                     |
| ----------------- | ------ | ---------------------------------- |
| Slovan Bratislava | 6      | 1994, 1996, 1999, 2009, 2011, 2013 |
| MŠK Žilina        | 5      | 2003, 2004, 2007, 2010, 2012       |
| Inter Bratislava  | 3      | 1995, 2000, 2001                   |
| MFK Petržalka     | 2      | 2005, 2008                         |
| Senec             | 1      | 2002                               |
| Spartak Trnava    | 1      | 1998                               |
| 1. FC Košice      | 1      | 1997                               |
| Ružomberok        | 1      | 2006                               |